# 陳保元
陳保元（英語：Ricky Chan，1968年8月25日—），原名陳寶轅，為前亞洲電視藝員。
他於1986年報考無綫電視第二期藝員進修班（同屆學員包括郭政鴻、歐瑞偉、林韋辰、王維德、陳小春），畢業後先任兼職模特兒，80年代末期轉為全職舞蹈藝員，與陳小春及謝天華為各一線歌手伴舞，多次於大型演唱會亮相，例如在鄭秀文1997年X空間演唱會都有份演出。
陳保元有多年舞台表演經驗，1997年加入亞洲電視後，參與多部劇集，但一直星運平平，直至拍攝情陷夜中環2飾演反派齊震東，才開始被人認識。現爲漢傳媒藝人，近年主要工作爲參与電影演出。他曾就讀位於馬來西亞宜力的苏丹依德利斯沙二世国民中学。
2006年6月11日，陳寶轅與拍拖五年的圈外女友Yvette Nie結婚。
2012年9月，陳寶轅在其微博宣佈簽約北京益彩博升國際文化有限公司，藝名陳保元。他現時於新加坡的二手車經銷商Zion Auto Gallery 任職。同時繼續參與演藝工作，拍攝網劇。

## 電視劇(亞洲電視)
- 1998年
  - 流氓律師
  - 與狼共枕
  - 非常女警
  - 曲終情未了
  - 英雄之廣東十虎
- 2000年
  - 我和殭屍有個約會II
  - 影城大亨
  - 電視風雲
- 2001年
  - 騷東坡
  - 縱橫天下
  - 祖先開眼
  - 親子情未了
- 2002年
  - 親子情未了
  - 吉祥任務
- 2003年
  - 萬家燈火
  - 暴風型警
- 2004年
  - 八號巴士站站情
  - 媽媽我真的愛你
  - 我和殭屍有個約會III之永恆國度 飾 馬小虎/地藏王
- 2005年
  - 美麗傳說II星願
  - 大冒險家
  - 危險人物 – 八仙飯店
- 2006年
  - 情陷夜中環2
  - 香港奇案實錄
- 2015年
  - 大地遺孤 飾 龍二

## 電視劇(其他)
- 2005年
  - 舞出彩虹 (新加坡)
- 2008年
  - 华丽冒险 (中國大陸)
- 2009年
  -  海關故事 ( 香港電台)
- 2015年
  - 华胥引之绝爱之城 (中國大陸)
- 2017年
  - 新侠客行 (中國大陸)(2014年拍攝)
  - 反黑（網絡劇）
- 2019年
  - PTU機動部隊（網絡劇）
- 2020年
  - 迷霧追蹤（網絡劇）
- 2021年
  - 布局（網絡劇）(2017年拍攝)
- 待播
  - 不眠日（網絡劇）

## 綜藝節目 (無綫電視)
- 2016年:兄弟幫

## 電影
- 1990年
  - 三度誘惑
- 2004年
  - 少年刀手
- 2006年
  - 傷城
- 2007年
  - 明明
  - 雀聖3自摸三百番 飾 爆棚
- 2008年
  - 黑勢力 飾 Johnny
- 2009年
  - 大搜查之女 飾 阿開
- 2010年
  - 撕票風雲 飾
- 2012年
  - 給野獸獻花
- 2013年
  - 風暴 飾 周龍
  - 百星酒店
- 2022年
  - 重裝戰警 (網絡電影)
  - 黄金大逃狱 (網絡電影)
- 2024年
  - 狂暴巨蜥 (網絡電影)